# Wildhoney
Wildhoney es el cuarto álbum de estudio de la banda sueca de metal gótico Tiamat, publicado el 25 de octubre de 1994 a través de Century Media. 

## Detalles
Es el álbum de la banda que mejores ventas ha cosechado y el más aclamado por la crítica. Rítmica y estéticamente, Wildhoney es el primer álbum en el que se notan influencias progresivas de Pink Floyd y King Crimson (citados por los miembros de la banda como inspiración en la composición del disco), lo que convirtió a Tiamat en una de las primeras bandas en mezclar metal gótico y rock progresivo en un mismo álbum.  

## Lista de canciones
1. "Wildhoney" – 0:52
2. "Whatever That Hurts" – 5:47
3. "The Ar" – 5:03
4. "25th Floor" – 1:49
5. "Gaia – 6:26
6. "Visionaire" – 4:19
7. "Kaleidoscope" – 1:19
8. "Do You Dream of Me?" – 5:07
9. "Planets" – 3:11
10. "A Pocket Size Sun" – 8:03

- Datos: Q1932751